# Consiglia Licciardi
Consiglia Licciardi (Napoli, 29 marzo 1959) è una cantante italiana.

## Biografia
Si è diplomata in "canto lirico" al Conservatorio Domenico Cimarosa di Avellino e successivamente ha conseguito una Laurea specialistica in "musica da camera" al conservatorio di San Pietro a Majella di Napoli.
Inizia a cantare giovanissima e dal 1976 si dedica allo studio della canzone napoletana ed esibendosi in concerto sempre accompagnata dal fratello Peppe. Questi le cura gli arrangiamenti e scrive per lei canzoni inedite, tutte nei suoi due album Alma latina e Ariammore.
L'anno successivo vince il primo premio della Rassegna regionale per giovani cantanti e gruppi folk, svoltasi al teatro Cilea di Napoli, che segna l'inizio della sua carriera professionale e la vede impegnata in numerosi recital nei teatri di piccoli e grandi centri dell'Italia meridionale.
Il debutto in televisione si ha alcuni anni dopo, nel 1988, con Il piacere dell'estate programma televisivo quotidiano della RAI, che, tra gli altri, ospita Roberto Murolo, con il quale poi collabora alla realizzazione di concerti e incisioni discografiche; nello stesso anno ottiene un contratto con la Sugar, casa discografica di proprietà di Caterina Caselli (distribuita dalla CGD) e inizia a lavorare sul suo primo album, pubblicato l'anno seguente.
Nel 1989 partecipa ad altre trasmissioni televisive come Argento e oro di Luciano Rispoli, Funiculì Funiculà e consegue il Premio Marrazzo, in qualità di artista rivelazione capace di riportare la canzone partenopea agli antichi splendori. Per presentare il disco partecipa a molte trasmissioni televisive, tra cui International DOC club, di Renzo Arbore (condotto da Gegè Telesforo e Monica Nannini), a Serata d'onore di Pippo Baudo e si esibisce in numerosi concerti nei più importanti teatri italiani, oltre che in un concerto nell'aula magna dell'università La Sapienza di Roma.
Nel 1990 viene pubblicato il suo secondo album, presentato in molte trasmissioni televisive come Domenica in (per tre domeniche consecutive), Piacere RAI 1, Premio Ischia, Na voce 'na chitarra (programma organizzato da Renzo Arbore in occasione della commemorazione dei cinquant'anni di carriera artistica di Roberto Murolo e della presentazione del disco omonimo in cui la Licciardi ha l'occasione di cantare insieme al maestro in tre brani inediti più una rielaborazione di un classico di Raffaele Viviani mai precedentemente inciso da Murolo), ancora una volta il Premio Marrazzo, Unomattina oltre ai vari servizi speciali a lei dedicati dai telegiornali nazionali. Viene chiamata a ripetere il concerto all'università "La Sapienza", e partecipa alle più prestigiose rassegne musicali estive.
Nel 1991 si esibisce nell'anfiteatro romano di Minturno in occasione della 29ª stagione teatrale e partecipa ad altre rinomate rassegne musicali italiane. Canta nella sede dell'ambasciata americana di Roma in occasione di un ricevimento in onore di Frank Sinatra, con cui duetta deliziando una platea di ospiti illustri. In ottobre presenta nel cortile del Maschio Angioino un concerto di canzoni di autori contemporanei. Alla fine dell'anno si esibisce a Colonia nell'auditorium della radio nazionale tedesca con un concerto trasmesso in diretta. Incide con la Sugar Reginella ancora un doppio album distribuito dalla Polygram. La sua personale antologia della canzone napoletana poi ristampata su CD diviene un'incisione di culto le cui copie vengono rapidamente esaurite.
Nel 1992 partecipa al Premio Napoli presso l'auditorium della RAI di Napoli dove registra anche il programma Le stagioni di Salvatore Di Giacomo con la regia di Ugo Gregoretti. I suoi concerti a Napoli registrano in ogni occasione il tutto esaurito come al teatro Bellini di Napoli, ed è ospite per la seconda volta del festival di "Giffoni Valle Piana".
Nel 1993 realizza concerti di Beneficenza e solidarietà sociale e registra 10 puntate radiofoniche per Radio Uno sulla vita di Gilda Mignonette, a cui poi tributa un concerto omaggio nella stagione del teatro Bellini. Inaugura il cartellone estivo del "Belvedere" di San Leucio e presenta concerti a Palermo, "La notte di san Lorenzo" di Montepellegrino, e al Tendastrisce di Roma. Conclude la sua lunga tournée estiva in Francia, a Nantes, dove si esibisce per tre giorni nella sala dei concerti del palazzo della prefettura.
Nel 1994 incide per la FLYING un album intitolato Alma latina nel quale prendono parte artisti di fama internazionale come Andrè Reyes dei Gipsy Kings, Mario Reyes dei Los Reyes, Patrizio Trampetti della N.C.C.P., Joe Amoruso, Daniele Sepe. Il suo concerto conclude il "Festival della musica del mondo" a Villa Ada, Roma, dove si esibiscono anche Noa e Gal Costa. A fine anno presenta un concerto al teatro Sannazzaro di Napoli con la partecipazione dei Gipsy Kings.
Nel 1995 è ospite della trasmissione Roxy Bar su Videomusic, e partecipa ad altre trasmissioni tra cui Domenica in, Unomattina, Pomeriggio sul due, Ho bisogno di te, Quelli che il calcio, Tappeto volante, Di che segno siamo registrata presso il teatro Vespasiano di Rieti e dagli studi Rai di Saxa Rubra esegue per oltre due mesi la sigla di chiusura della trasmissione quotidiana di Rai 3 Telesogni. Si esibisce nelle più importanti rassegne di musica come: "Musica e suoni dal mondo di Carrara", "Festival del Mediterraneo" dell'ente lirico di Cagliari, "Made in Bo" di Bologna, "Festival di Recanati", "Idroscalo di Milano" e "Festa della donna" in Piazza di Siena a Roma.
Nel 1996 prosegue la partecipazione a Telesogni, dopo una tournée estiva che si conclude nel teatro comunale di Abano, parte per Parigi, dove presenta due concerti presso l'auditorium dell'Istituto del mondo arabo il cui successo viene sottolineato da un servizio del TG3 nazionale. Il giorno di Ferragosto presenta a Napoli un concerto patrocinato dal comune che richiama oltre 15.000 persone. A novembre partecipa a Malta ad un programma internazionale promosso e diffuso dai principali organismi televisivi dell'area euro-mediterranea.
Nel 1997 a febbraio, si esibisce nella Discoteca di stato a Roma, con un concerto registrato ed archiviato nella sua fonoteca. Incide un nuovo disco intitolato Ariammore e realizza concerti in diverse città italiane e straniere. A ottobre presenta presso il "XXII festival della Musica dei popoli" di Firenze l'incontro tra fado e canzone napoletana intitolato La voce di Napoli - A voz de Lisboa con Nuno da Câmara Pereira.
Nel 1998 Consiglia ritorna in studio e registra tre brani classici napoletani per L'arca, la casa editrice del giornale Unità, brani che entrano in una raccolta dal titolo Il canto di Napoli distribuita nelle edicole e successivamente due canzoni inedite di Totò oltre alla classica Malafemmena, inserite in un'antologia edita per celebrare il centenario della nascita, intitolata Totò e le malafemmine. Nel corso dell'anno partecipa a importanti rassegne tra cui le Orestiadi di Gibellina e un concerto realizzato presso il museo nazionale di Napoli.
Nel 1999 a gennaio Consiglia si esibisce al Teatro di Corte Palazzo Reale Napoli, ad aprile inizia le riprese del film Appassionate, poi dopo una lunga tournée che tocca varie città italiane ritorna in Tunisia nel mese di novembre questa volta al Teatro dell'opera di Tunisi per portare in scena La voce di Napoli - A voz de Lisboa.
Nel 2000 viene presentato a Venezia il film dal titolo Appassionate con Iaia Forte dove Consiglia canta una versione inedita (fisarmonica e voce) di Core 'ngrato come sigla. Partecipa poi ad una compilation per l'anno giubilare dal titolo Gli artisti napoletani cantano il Giubileo prodotto e distribuito dalla RMP Saronno, inoltre ancora per il Giubileo registra un intero album con l'orchestra Alfaterna e il coro polifonico, un CD di canti sacri e profani. Nel 2001 a febbraio si esibisce in concerto a Mendoza nell'auditorium Angel Bustelo, a marzo nel teatro dei rinnovati di Siena per l'accademia Chigiana e in autunno è di nuovo in sud America per un tour organizzato dal Comitato Italiano Musica (CIDIM) nell'ambito delle manifestazioni di Latina 2001, le tappe: Montevideo (Uruguay) "Teatro stella d'Italia"; San José de Mayo (Uruguay) "Teatro Macciò"; Buenos Aires (Argentina) "Teatro Coliseo"; Curitiba (Brasile) "Canal da musica"; Porto Alegre (Brasile) "Teatro Sào Pedro".
Nel 2002 ancora tour e spettacoli a Tirana (accademia dell'arte) e Scutari (teatro Migieni) poi ancora il teatro Mercadante di Napoli, in occasione dei suoi 25 anni di carriera, e di nuovo Istanbul (auditorium del palazzo dei congressi) infine lo spettacolo di fine anno in un'affollatissima Piazza del Plebiscito di Napoli (circa centomila persone).
Nel 2003 comincia a lavorare al nuovo CD di classici napoletani dal titolo Torna maggio riprendendo la collana che aveva lasciato in sospeso con la Sugar di Caterina Caselli. Nel 2006 dopo uno spettacolo apprezzato dalla critica nel palazzo reale di Napoli (teatro di Corte) riparte in tour questa volta per La Valletta (auditorium del castello dei Cavalieri) e poi in Qatar a Doha (Teatro Nazionale).
Nel 2007 altri tour esteri con spettacolo a Siviglia (fondazione "Tres culturas"), poi a dicembre uno spettacolo al palazzo reale di Portici e infine la notte di capodanno a Napoli.
Nel 2008 è presente per uno spettacolo nella decima edizione del "Leuciana Festival" (al teatro dei Serici) e subito dopo uno spettacolo a Madrid nell'Auditorio Nacional de Musica de Madrid.
Nel dicembre del 2010 il contratto con la Phonotype Record, storica etichetta napoletana fa sì che venga prodotto un nuovo CD dal titolo I canti di Natale CD che viene distribuito in allegato al quotidiano Il Mattino di Napoli.
Nel 2012 dopo l'uscita di Emigrante, sempre per la Phonotype Record, nel mese di maggio un concerto nel nuovo auditorium di Isernia, e un concerto al teatro di San Carlo di Napoli, poi ancora a Rai 1 per Sottovoce di Gigi Marzullo.
Nel 2013 esce Melos Antique, Consiglia, sempre con la supervisione del fratello Peppe, tenta, con successo, la coniugazione della classica napoletana con la musica celtica, con l'utilizzo dell'Arpa, che va a sposarsi con le chitarre e gli altri strumenti acustici consueti. Un lavoro di elevato spessore, che pone la Licciardi tra le più grandi interpreti di tutti i tempi della musica napoletana.

## Premi e riconoscimenti
- 1977 – 1º premio - Rassegna Internazionale Musica Folk Teatro Cilea di Napoli
- 1989 – Premio Joe Marrazzo come Artista rivelazione del 1989
- 1990 – Premio Sele d'oro (con Miriam Makeba, Richie Havens, Billy Preston e Roberto Murolo)
- 1994 – Premio Oplonti
- 1995 – Premio nazionale Ruggero il Normanno II
- 2013 – Premio Edoardo Nicolardi
- 2013 – Premio Nazionale Arycanda - Autorevole riconoscimento "Magistrati italiani"
- 2017 – Premio Pino Daniele - Prestigioso premio di musica

## Collaborazioni artistiche
Joe Amoruso, Renzo Arbore, Enzo Avitabile, Maurizio Capone, Enzo Gragnaniello, Gipsy Kings, Roberto Murolo, Daniele Sepe, Frank Sinatra, Patrizio Trampetti, Nuno da Câmara Pereira.

## Discografia
- 1989 – Passione (Sugar Music)
- 1990 – Reginella (Sugar Music)
- 1992 – Alma latina (Flying Records)
- 1997 – Ariammore (C.N.I. - RTI Music)
- 2003 – Torna maggio (Polosud Records)
- 2010 – I canti di Natale (Phonotype record)
- 2011 – Emigrante (Phonotype record)
- 2013 – Melos antique (Phonotype record)
- 2016 – Sud (Phonotype record)
- 2018 – Malinconico autunno (Phonotype record)

## Altre registrazioni
- Quattro brani nel CD di Roberto Murolo Na voce 'na chitarra distribuito dalla Polygram e realizzato per festeggiare i cinquant'anni di carriera artistica del vecchio maestro di cui, tre brani inediti Sti canzone di Marcello Marrocchi e Giampiero Artegiani, Sta musica di Enzo Gragnaniello, Sulo 'nu mumento di Peppe Licciardi, e A rumba de' scugnizzi un classico di Raffaele Viviani mai registrato prima da Roberto Murolo.
- Due brani classici napoletani Desiderio 'e sole di (T. Manlio - Gigante) e Te voglio bene assaje in due dei cd edizione L'Arca e distribuito nelle edicole, opera dal titolo Il canto di Napoli.
- Tre brani classici napoletani di Totò (Margellina blu, Luntano 'a te e Malafemmena) nel cd edizione L'Arca realizzato per il centenario della nascita del grande attore scomparso e in distribuzione in edicola, opera dal titolo Totò, il Principe e le malafemmine.
- Due brani Quanno nascette Ninno, di: Sant'Alfonso Maria De' Liguori, e Happy Christmas di John Lennon che fanno parte di un cd dal titolo Gli artisti napoletani cantano il Giubileo prodotto e distribuito dalla RMP Saronno.
- Un brano dal titolo Alleramente che fa parte della compilation del titolo Insieme, nel quale prendono parte esponenti del jazz napoletano, tutto il ricavato devoluto in beneficenza alla Fondazione per la Ricerca sulla Fibrosi Cistica.[1]
- Un brano dal titolo Senza se 'ncuntrà di Peppe Licciardi nel disco di Max Puglia - Latin Attraction Project edito da Spazio Creativo con libro Martiri allegato.
- Un brano dal titolo Luntano presente nell'album: CAPARBI del gruppo napoletano CAPECCAPA
- Un brano dal titolo Lacreme di: Peppe Licciardi nel CD di Max Puglia dal titolo ANGELI DELL'ASFALTO. Brano ri-arrangiato da Max Puglia, già edito e presente nel CD ARIAMMORE - CNI.
- Due brani Ce steve 'na vota, di: Peppe Licciardi, e Tammurriata d'ammore di Calabrese/Licciardi nel cd dal titolo La tammorra prodotto da Biagio Esposito per la Ritualia Edizioni.